# DIN-рейка
DIN-рейка — обобщённое название металлического профиля, применяемого в электротехнике. В зависимости от требований (вес, прочность, сила тока, проводимого через клеммы заземления) выпускается либо стальная гальванизированная, либо алюминиевая. Бывает сплошная или с регулярным шагом перфорации, также существуют варианты с предварительной насечкой для облегчения разделки на определённую длину.
Выпускается в нескольких разновидностях, именуемых по схожести вида профиля с буквой латинского алфавита.
Используется для крепления различного модульного оборудования (автоматических выключателей, электросчётчиков, УЗО, УЗДП, реле напряжения, индикаторных ламп, УЗИП, контакторов, вольтметров, амперметров, частотомеров, ваттметров, реле, реле тока, трансформаторов тока, электрических звонков, электроприводов автоматических выключателей и др.) в электрических щитах, шкафах или установочных коробках. Использование реек вкупе с минимизацией элементов, применяемых в электротехнических изделиях, привело к появлению принципиально нового подхода в изготовлении аппаратуры — в компактных корпусах типового размера помещаются весьма сложные аппараты и приборы, подчас со встроенными микроконтроллерами, такие как УЗДП.

## Виды

### Рейка Ω-типа (омега-типа)
ТН35 — металлическая рейка шириной 35 мм специального профиля. Стандарт на данную рейку был разработан Немецким институтом стандартизации и впоследствии принят Международной электротехнической комиссией, а также в качестве Европейского стандарта (EN).
В России рейка ТН35 была введена национальным стандартом ГОСТ Р МЭК 60715-2003 «Аппаратура распределения и управления низковольтная. Установка и крепление на рейках электрических аппаратов в низковольтных комплектных устройствах распределения и управления».
Также существует рейка уменьшенного формата, как по толщине, так и по ширине профиля, — такие рейки обычно используются для установки малогабаритных клемм, а не аппаратов.
Материалом рейки могут быть сталь, медь, алюминий. Поверхность может быть обработана (анодирование, гальванизация, оцинковка и другие способы).
Может быть как сплошной, так и перфорированной.

### Рейка C-типа
В рейках этого типа концы загнуты внутрь. Поэтому профиль такой рейки напоминает латинскую букву C. Рейку C-типа обычно используют для установки аппаратных зажимов, клеммных колодок и пр. Ширина рейки составляет 32 мм, высота 15 мм.

### Рейка G-типа
В рейках этого типа концы загнуты внутрь так же, как и в рейках C-типа, но при этом один конец меньше и ниже другого, поэтому профиль такой рейки напоминает латинскую букву G. Рейки G-типа используются для установки аппаратных зажимов, клеммных колодок и пр. Ширина рейки составляет 32 мм; высота длинного конца 15 мм; короткого 9 мм.

## Особенности применения, описываемые в стандартах
- Согласно DIN 43880, для монтажной рейки ширина одного установочного модуля равна 17,5 мм. Межцентровое расстояние двух расположенных рядом модулей одинарной толщины устанавливается равным 18 мм.
- Расстояние между рядами реек (по вертикали) — 125 мм.
- Расстояние от фронтальной плоскости монтажной рейки до фронтальной плоскости лицевой поверхности установленного на рейку модуля не должно превышать 44 мм, при этом расстояние до плоскости защитного материала модуля не должно быть меньше 47 мм.